# Micrurus isozonus
Micrurus isozonus är en ormart som beskrevs av Edward Drinker Cope 1860. Micrurus isozonus ingår i släktet korallormar, och familjen giftsnokar. IUCN kategoriserar arten globalt som livskraftig.

## Utbredning och habitat
Arten förekommer i östra Colombia, norra och centrala Venezuela, sydvästra Guyana och södra Roraima i Brasilien i Sydamerika. Artens livsmiljö varierar. Den lever i tropisk lövskog, våtmark, savann och galleriskog. Den förekommer även i förändrade livsmiljöer såsom betesmark och öppna/halvöppna sekundärskogar.